# My Sweet Lord
"My Sweet Lord" là một bài hát của nhạc sĩ Anh và cựu thành viên Beatles, George Harrison. Nó được phát hành vào tháng 11 năm 1970 trong đĩa ba của ông All Things Must Pass. Cũng được phát hành dưới dạng đĩa đơn, Bản nhạc đầu tiên của Harrison như một nghệ sĩ solo, "My Sweet Lord" đứng đầu bảng xếp hạng trên toàn thế giới và là đĩa đơn bán chạy nhất năm 1971 tại Vương quốc Anh. Ở Mỹ và Anh, bài hát nằm trong đĩa đơn đầu tiên đứng hạng nhất của một cựu thành viên Beatles. Harrison ban đầu đưa bài hát cho nghệ sĩ Apple Records đồng nghiệp của ông Billy Preston thu âm; phiên bản này, mà Harrison đồng sản xuất, xuất hiện trên album Encouraging Words của Preston vào Tháng 9 1970.
Harrison đã viết "My Sweet Lord" để ca ngợi thần Hindu Krishna,, trong khi cùng lúc ý lời bài hát được dùng như một lời kêu gọi từ bỏ chủ nghĩa bè phái tôn giáo thông qua sự cố ý của ông trộn từ hallelujah tiếng Hebrew với lời tụng chân ngôn "Hare Krishna" và lời cầu nguyện trong kinh Vệ đà. Bản ghi âm này bao gồm tính năng Wall of Sound của nhà sản xuất Phil Spector và báo trước sự xuất hiện của kỹ thuật slide guitar đáng ngưỡng mộ của Harrison, được một người viết tiểu sử miêu tả là "âm nhạc mang tính biểu tượng đặc biệt như là dấu hiệu của Zorro". Preston, Ringo Starr, Eric Clapton, và nhóm Badfinger là những nghệ sĩ khác xuất hiện trong phần thu âm.
Sau đó, trong thập niên 1970, "My Sweet Lord" là trung tâm của một vụ án vi phạm bản quyền được tường thuật tỉ mỉ, do sự tương đồng với bài hát của Ronnie Mack "He's So Fine", một hit năm 1963 của nhóm nhạc nữ New York chiffons. Năm 1976, Harrison bị cho là có ăn cắp ý tưởng điệu nhạc trong tiềm thức, một bản án có tác động khắp ngành công nghiệp âm nhạc. Ông tuyên bố đã sử dụng một bài thánh ca Kitô, "Oh Happy Day" không còn bản quyền, làm nguồn cảm hứng của mình cho giai điệu của bài hát.
Harrison trình diễn "My Sweet Lord" tại The Concert for Bangladesh vào tháng 8 năm 1971, và bài hát trở thành tác phẩm phổ biến nhất trong sự nghiệp của ông sau Beatles. Harrison đã phối lại bài hát với tên mới "My Sweet Lord (2000)" để đưa vào danh sách bài hát bonus trong lần phát hành lại sau 30 năm của All Things Must Pass. Nhiều nghệ sĩ đã cover bài hát bao gồm Andy Williams, Peggy Lee, Edwin Starr, Johnny Mathis, Nina Simone, Julio Iglesias, Richie Havens, Megadeth, Boy George, Elton John, Jim James, Bonnie Bramlett và Elliott Smith. "My Sweet Lord" được xếp hạng 460 trong danh sách "500 bài hát hay nhất mọi thời đại" của Rolling Stone. Bài hát đã đạt vị trí số 1 ở Anh lần thứ hai khi tái phát hành vào tháng 1 năm 2002, hai tháng sau cái chết của Harrison.